# السعودية في الألعاب الأولمبية الصيفية 1992
نافست السعودية في دورة الألعاب الأولمبية الصيفية 1992 في برشلونة، إسبانيا. شارك تسعة منافسين، جميعهم من الرجال، في ثلاث عشرة حدث في خمس رياضات مختلفة.

## روابط خارجية
- التقارير الأولمبية الرسمية